# Công nghiệp điện tử Nhật Bản

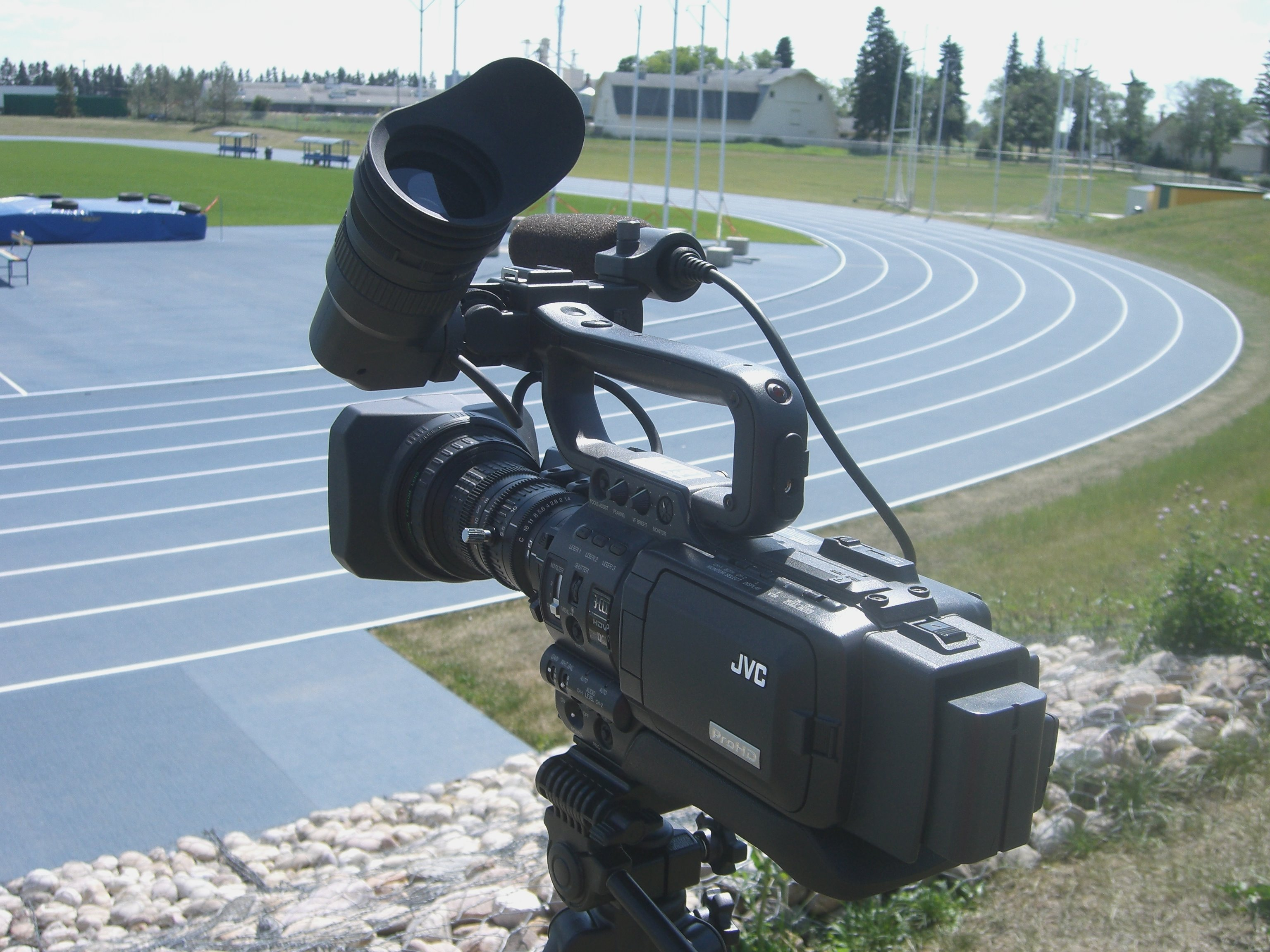
Máy quay video chuyên nghiệp của JVC

Công nghiệp điện tử Nhật Bản, mà ở Việt Nam quen gọi thông tục là hàng điện tử hay đồ điện tử Nhật Bản, là ngành công nghiệp điện tử tiêu dùng lớn nhất thế giới, mặc dù thị phần của các công ty Nhật Bản này giảm dần do sự cạnh tranh từ Hàn Quốc, Đài Loan và Trung Quốc. Nhật Bản vẫn có một số công ty sản xuất tivi, máy quay phim, máy phát âm thanh và video, v.v.
Các công ty Nhật Bản đã tạo ra một số cải tiến quan trọng, bao gồm tiên phong phát thanh bóng bán dẫn và Walkman (Sony), máy tính xách tay sản xuất hàng loạt đầu tiên (Toshiba), máy ghi âm VHS (JVC), và pin mặt trời và màn hình LCD (Sharp).
Các công ty điện tử lớn của Nhật Bản bao gồm Akai, Brother, Canon, Casio, Citizen, Fujifilm, Fujitsu, Hitachi, JVC Kenwood, Konica Minolta, Kyocera, Mitsubishi Electric, NEC, Nikon, Nintendo, Olympus, Panasonic, Pioneer, Denon, Ricoh, Seiko Group, Sharp Corporation, Sony, TDK, Toshiba và Yamaha.

## Lịch sử
Ngành công nghiệp điện tử Nhật Bản đã duy trì sự thống trị của mình trên thị trường so với Hoa Kỳ và duy trì sức mạnh xuất khẩu trong lĩnh vực này nhờ có uy tín cao của ngành điện tử.

### Đầu tư trực tiếp nước ngoài
Đầu tư trực tiếp nước ngoài của Nhật Bản vào ngành công nghiệp điện tử tiêu dùng được thúc đẩy bởi chủ nghĩa bảo hộ và chi phí lao động. Sau ba năm hạn chế xuất khẩu tự nguyện, bảy công ty Nhật Bản đã thành lập nhà máy tại Hoa Kỳ vào năm 1980. Các công ty Nhật Bản tiếp tục sản xuất các sản phẩm công nghệ tiên tiến nhất đặc biệt là ở Nhật Bản mà cả Hoa Kỳ, trong khi chuyển sản xuất các sản phẩm kém tiên tiến hơn sang các nước đang phát triển ở Đông Nam Á.
Vào khoảng năm 1997 trẻ em Nhật Bản có một khoản tiết kiệm tương đối lớn, với trung bình có tiền tiết kiệm khoảng 110.000 Yên Nhật (khoảng 900 đô la Mỹ), và điều này đã kích thích mua các mặt hàng điện tử như Tamagotchi.

### Thập niên 1950: Khởi đầu ngành bán dẫn Nhật Bản
Thập niên 1950 đánh dấu sự khởi đầu của ngành công nghiệp bán dẫn tại Nhật Bản, chủ yếu thông qua các mối quan hệ hợp tác kỹ thuật với Hoa Kỳ. Các công ty tiên phong như Kobe Kogyo và Sony đã thiết lập quan hệ hợp tác kỹ thuật với các tập đoàn lớn của Mỹ như RCA và Western Electric, tạo nền tảng cho ngành điện tử Nhật phát triển.

#### Kobe Kogyo
Kobe Kogyo (sau này được Fujitsu mua lại) là công ty đầu tiên tại Nhật Bản sản xuất và kinh doanh transistor thương mại, dựa trên hợp đồng hỗ trợ kỹ thuật ký ngày 25 tháng 6 năm 1951 giữa Chủ tịch Takao và công ty RCA của Mỹ. Hợp đồng chuyển giao công nghệ này bao gồm hướng dẫn sản xuất, thiết bị và nhân lực, đổi lại Kobe Kogyo trả mức phí bản quyền 3%. Ông Tetsuya Arizumi, trưởng bộ phận ống chân không của công ty, đã đến thăm phòng thí nghiệm và nhà máy của RCA để khởi xướng dự án nghiên cứu và phát triển transistor.
Nhờ thành công ban đầu, ông Takao đã mở rộng hợp tác với RCA bao gồm cả các sản phẩm thuộc lĩnh vực "điện yếu", như bóng đèn điện tử, radio, truyền hình và transistor. Cũng trong năm đó, Kobe Kogyo trở thành công ty đầu tiên tại Nhật sản xuất thương mại thiết bị điện tử thể rắn, bắt đầu chế tạo transistor tiếp xúc điểm và liên kết hợp kim dựa trên công nghệ RCA. Cuối thập niên 1950, Kobe Kogyo đã đạt doanh số hơn 3 triệu USD từ các thiết bị bán dẫn trên toàn thế giới.

#### Sony
Năm 1953, Sony trở thành công ty Nhật đầu tiên hợp tác với Western Electric (WE), đánh dấu một bước ngoặt quan trọng trong chiến lược phát triển công nghệ. Dưới sự lãnh đạo của hai nhà sáng lập là kỹ sư Masaru Ibuka và Akio Morita, Sony – khi đó vẫn là một công ty mới sau chiến tranh – đã nhanh chóng tiếp nhận công nghệ phương Tây để thu hẹp khoảng cách kỹ thuật so với các nước phát triển.
Dưới sự dẫn dắt của kỹ sư Ibuka, Sony đã sản xuất thành công chiếc radio dùng transistor đầu tiên tại Nhật Bản vào năm 1955, model TR-55 – một bước tiến quan trọng trong ngành hàng điện tử tiêu dùng. Thiết bị này nhỏ gọn và dễ mang theo, giúp Sony nhanh chóng tạo dấu ấn riêng trong thị trường điện tử gia dụng.

#### Vai trò của ngành điện tử Nhật Bản trong ngành ô tô toàn cầu
Bất chấp những thách thức trong lĩnh vực điện tử tiêu dùng, các công ty điện tử Nhật Bản vẫn giữ vai trò quan trọng trong ngành công nghiệp ô tô toàn cầu. Những tập đoàn như Renesas Electronics, Sony và Panasonic tiếp tục dẫn đầu trong các lĩnh vực công nghệ ô tô tiên tiến. Các hệ thống như hỗ trợ giữ làn đường, hệ thống hỗ trợ lái xe nâng cao (ADAS), pin cho xe điện, và hệ thống giải trí trên xe đều là những mảng mà doanh nghiệp Nhật vẫn đang chiếm ưu thế.
Renesas Electronics cung cấp vi điều khiển và vi xử lý cho các hãng sản xuất ô tô lớn trên toàn cầu – những thành phần thiết yếu cho các hệ thống lái tự động và phát triển xe điện hiệu quả hơn. Trong khi đó, Sony nổi bật ở lĩnh vực di động thông minh, đặc biệt là công nghệ cảm biến và trí tuệ nhân tạo phục vụ giao thông thông minh. Chính những đóng góp và đổi mới như vậy giúp ngành điện tử Nhật Bản tiếp tục duy trì vị thế trong ngành công nghiệp ô tô toàn cầu.

### Thế kỷ 21

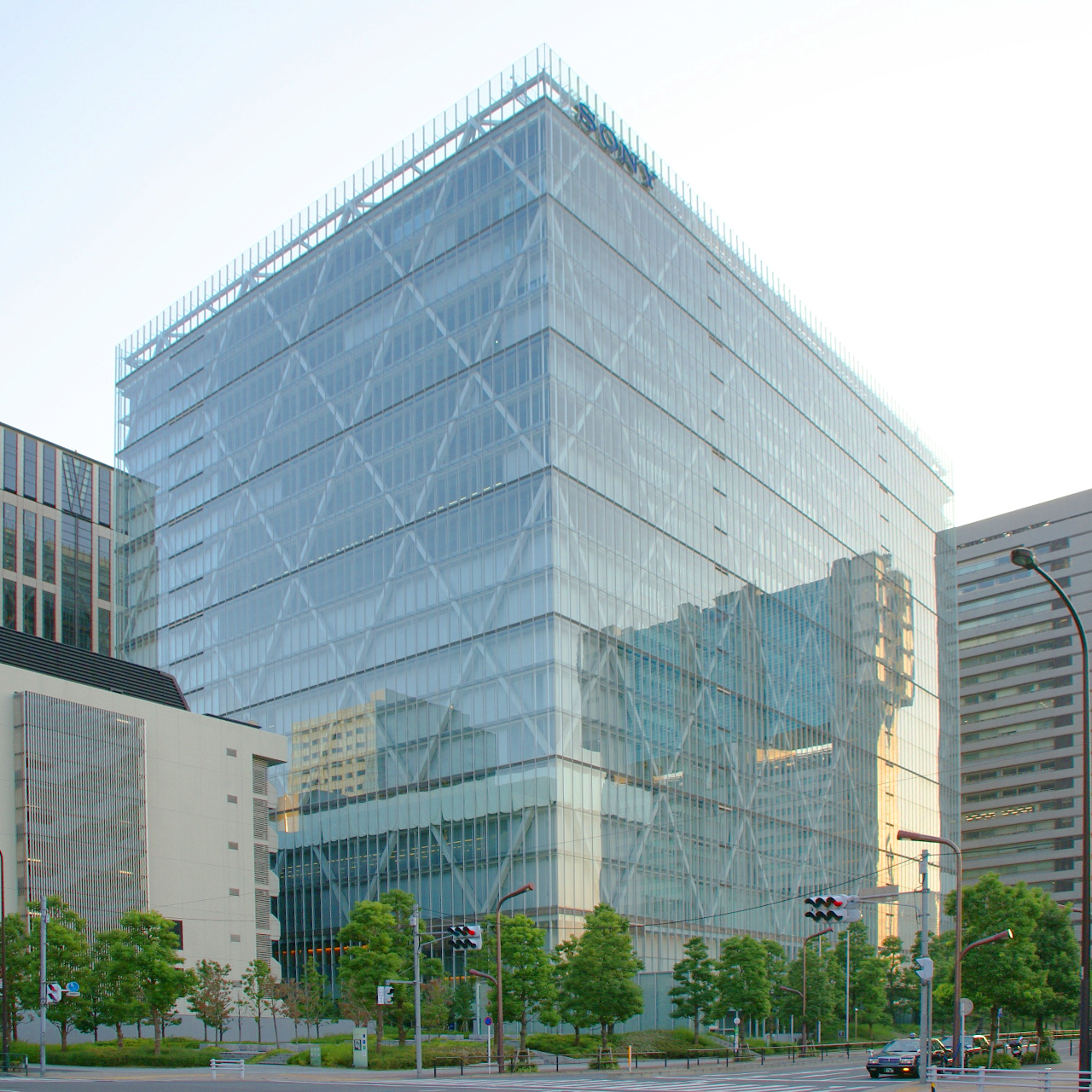
Trụ sở hiện tại của Sony Corporation ở Tokyo

Kể từ đầu thế kỷ 21, một số công ty điện tử lớn nhất của Nhật Bản đã gặp khó khăn về tài chính và mất thị phần, đặc biệt là vào tay  các công ty Hàn Quốc, Trung Quốc và Đài Loan Các công ty Nhật Bản đã mất vị trí thống trị trong các ngành hàng bao gồm máy nghe nhạc di động, điện thoại, máy tính và chất bán dẫn. Bị ảnh hưởng nặng nề bởi cuộc khủng hoảng kinh tế năm 2008 Sony, Hitachi, Panasonic, Fujitsu, Sharp, NEC và Toshiba đã báo cáo khoản lỗ lên tới 17 tỷ USD.
Đến năm 2009, lợi nhuận hoạt động của Samsung Electronics (Hàn Quốc) lớn hơn hai lần so với lợi nhuận hoạt động tổng hợp của chín công ty điện tử tiêu dùng lớn nhất Nhật Bản. Sự sụt giảm tương đối được cho là do các yếu tố bao gồm chi phí cao, giá trị của đồng yên và quá nhiều công ty Nhật Bản sản xuất cùng một loại sản phẩm, gây ra sự trùng lặp trong các nỗ lực nghiên cứu, phát triển và làm giảm lợi thế về quy mô và sức mạnh định giá. Hệ thống giáo dục của Nhật Bản cũng được đánh giá là một yếu tố góp phần. Sự thiếu thích ứng với Cách mạng Kỹ thuật số và sự chuyển đổi từ phần cứng sang phát triển sản phẩm theo định hướng phần mềm cũng đã được trích dẫn.
Một phản ứng đối với những thách thức là sự gia tăng các hoạt động mua bán và sáp nhập công ty. JVC và Kenwood đã hợp nhất (tạo thành JVCKenwood), Renesas Technology và NEC Electronics - nhánh bán dẫn của NEC-hợp nhất tạo thành Renesas Electronics.
Trong một động thái tương tự, vào năm 2009 Panasonic đã mua lại đa số cổ phiếu có quyền biểu quyết của Sanyo, trở thành một phần của Tập đoàn Panasonic. Ngoài ra, một số công ty lớn hơn cũng hợp nhất một số hoạt động của họ như Hitachi, Casio và NEC, Fujitsu và Toshiba, như đã làm với mảng kinh doanh điện thoại di động của họ.
Ngày 15 tháng 11 năm 2011, đối mặt với sự cạnh tranh gay gắt từ Samsung và LG; Sony, Toshiba và Hitachi đã ký một thỏa thuận hợp nhất các doanh nghiệp LCD, tạo ra một công ty mới có tên là Japan Display vào mùa xuân năm 2012.
Kể từ năm 2013, hầu hết các công ty Nhật Bản không còn được hưởng danh tiếng như họ đã làm khoảng một đến hai thập kỷ trước. Hiện tại, thị trường tiêu dùng điện tử quốc tế là cuộc cạnh tranh giữa Nhật Bản, Hàn Quốc, Trung Quốc, Đài Loan, và các ngành công nghiệp của Mỹ. Tuy vẫn còn khá nhiều công ty Nhật Bản vẫn chiếm thị phần quốc tế đáng kể nhưng tương lai của ngành công nghiệp điện tử Nhật Bản vẫn đang là vấn đề gây tranh gãi.